# Vattaro
Vattaro est une ancienne commune italienne d'environ 1 100 habitants située dans la province autonome de Trente dans la région du Trentin-Haut-Adige dans le nord-est de l'Italie. Elle fusionne avec Bosentino, Centa San Nicolò et Vigolo Vattaro le 1er janvier 2016 pour former Altopiano della Vigolana.

## Administration
| Période                                  | Période | Identité | Étiquette | Qualité |
| ---------------------------------------- | ------- | -------- | --------- | ------- |
|                                          |         |          |           |         |
| Les données manquantes sont à compléter. |         |          |           |         |

### Communes limitrophes
Bosentino, Calceranica al Lago, Centa San Nicolò, Besenello